# Linsjön, Hälsingland
Linsjön är en sjö i Hudiksvalls kommun i Hälsingland och ingår i Delångersåns huvudavrinningsområde. Sjön har en area på 0,0527 kvadratkilometer och ligger 141,4 meter över havet.

## Delavrinningsområde
Linsjön ingår i det delavrinningsområde (686622-153473) som SMHI kallar för Mynnar i Delångersån. Medelhöjden är 149 meter över havet och ytan är 5,55 kvadratkilometer. Det finns inga avrinningsområden uppströms utan avrinningsområdet är högsta punkten. Vattendraget som avvattnar avrinningsområdet har biflödesordning 2, vilket innebär att vattnet flödar genom totalt 2 vattendrag innan det når havet efter 59 kilometer. Avrinningsområdet består mestadels av skog (88 procent). Avrinningsområdet har 0,05 kvadratkilometer vattenytor vilket ger det en sjöprocent på 0,9 procent.